# Знаменське (Сухолозький міський округ)
Зна́менське (рос. Знаменское) — село у складі Сухолозького міського округу Свердловської області.
Населення — 1427 осіб (2010, 1447 у 2002).
Національний склад населення станом на 2002 рік: росіяни — 93 %.